# Dromiciops
Dromiciops ist eine Gattung der Beuteltiere innerhalb der Australidelphia, die mit drei Arten in Südamerika verbreitet ist. Sie gehört zu der Familie der Microbiotheriidae, die während des Oligozäns und Miozäns in Südamerika verbreitet war und aus der die drei Arten die letzten rezenten Vertreter darstellen.

## Merkmale
Die Beutelratten der Gattung Dromiciops sind rattenähnliche Tiere mit dichtem, kurzem Fell, wobei sich das hellbraun-graue Rückenfell stark von dem helleren Seitenfell abhebt. Der Bauch ist hellgrau bis gelblich-weiß gefärbt. Sie erreichen eine Körperlänge von etwa 8,5 bis 12 Zentimetern, der Schwanz erreicht mit 9 bis 13 Zentimetern ungefähr die gleiche Länge und ihr Gewicht liegt zwischen 16 und 42 Gramm. Der Schwanz ist bis auf einen haarlosen Bereich an der Unterseite der Schwanzspitze dicht behaart und leicht greiffähig. Sie unterscheiden sich von den in ihrem Verbreitungsgebiet lebenden Zwergbeutelratten und Chilenischen Opossummäusen durch ihr marmoriertes Fell, sowie durch deutlich kleinere, nur spärlich behaarte Ohren gegenüber den Zwergbeutelratten und einen längeren Schwanz gegenüber den Chilenischen Opossummäusen. Das Weibchen besitzt einen kleinen, aber erkennbaren Beutel mit 4 Zitzen.

## Verbreitung

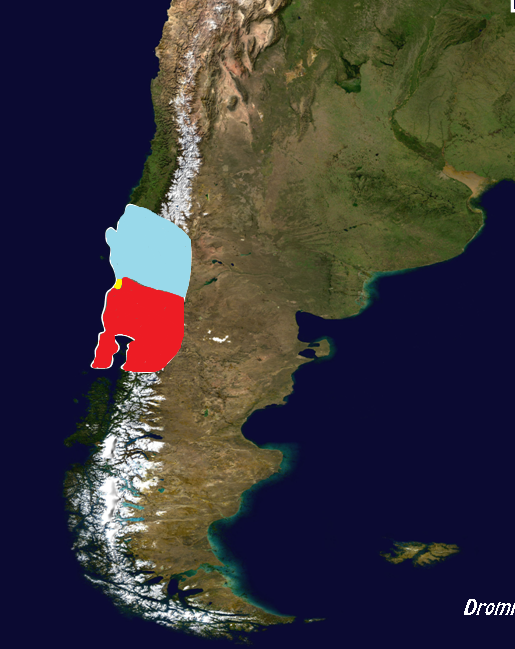
Verbreitungsgebiet der Gattung Dromiciops,
D. bozinovici (hellblau),
D. mondaca (gelb),
D. gliroides (rot)

Das Verbreitungsgebiet der Dromiciops-Arten erstreckt sich über Teile Chiles sowie der angrenzenden Regionen Argentiniens in Südamerika. Das größte Verbreitungsgebiet hat dabei die Chiloé-Beutelratte (Dromiciops gliroides), die in Chile vom 40. bis zum 43. Breitengrad, im angrenzenden Argentinien sowie auf der zu Chile gehörenden Insel Chiloé vorkommt. Dromiciops bozinovici lebt in einem kleinen Gebiet im Süden der chilenischen Seenregion (etwa Región de la Araucanía und Región del Bío-Bío) und ebenfalls im angrenzenden Argentinien und Dromiciops mondaca ist nur aus zwei kleinen, dicht beieinander liegenden Gebieten in der Küstenkordillere der Región de Los Ríos in Südchile bekannt.
Der Lebensraum der Dromiciops-Arten besteht aus warmgemäßigten Regenwäldern mit einem hohen Bestand von Scheinbuchen (Nothofagus).

## Systematik
Die Gattung Dromiciops wurde 1894 durch den britischen Naturforscher Oldfield Thomas aufgestellt, der mit ihr auch die lange Zeit als einzige Art der Gattung anerkannte Chiloé-Beutelratte (Dromiciops gliroides) beschrieb. Die Art ist morphologisch so variabel, dass im April 2016 zwei weitere Arten der Gattung Dromiciops beschrieben und von Dromiciops gliroides abgetrennt wurden. Für die Dromiciops-Population zwischen dem 41. und 43. Breitengrad wurde die wissenschaftliche Bezeichnung Dromiciops bozinovici eingeführt, für eine kleine Dromiciops-Population bei San Martín im Nordwesten der Región de Los Ríos die wissenschaftliche Bezeichnung Dromiciops mondaca.

## Belege
1. 1 2  Guillermo D’Elía, Natalí Hurtado, Alejandro D’Anatro. Alpha taxonomy of Dromiciops (Microbiotheriidae) with the description of 2 new species of monito del monte. Journal of Mammalogy. April 2016. DOI:10.1093/jmammal/gyw068
2. ↑  Julian F. Quintero-Galvis, Pablo Saenz-Agudelo, Juan L.Celis-Diez, Guillermo C. Amico, Soledad Vazquez, Aaron B. A. Shafer, Roberto F.Nespolo: The Biogeography of Dromiciops in Southern South America: middle Miocene transgressions, speciation and associations with Nothofagus. Molecular Phylogenetics and Evolution, Juni 2021, 107234, doi: 10.1016/j.ympev.2021.107234